# 布赫洛厄
布赫洛厄（德語：Buchloe，德語發音：[ˈbuːxloːə] ⓘ）是德国巴伐利亚州的一个市镇。总面积36.17平方公里，总人口12167人，其中男性5938人，女性6229人（2011年12月31日），人口密度336人/平方公里。